# Ramzi Saleh
Ramzi Soliman Ahmed Saleh (arabe : رمزي صالح), né le 8 août 1980 au Caire en Égypte, est un footballeur professionnel palestinien évoluant au poste de gardien de but.
Il joue actuellement pour le club de Smouha SC.

## Biographie
Ramzi Saleh est né d'un père palestinien et d'une mère égyptienne et a grandi au Caire en Égypte. À l'âge de 10 ans, lui et sa famille déménagent en Arabie saoudite où il commence à jouer au football dans l'équipe de jeunes d'Al Ittihad Djeddah.
Au moment de commencer sa carrière professionnelle, désireux d'avoir plus de temps de jeu, Ramzi Saleh décide de tenter sa chance dans le championnat de la bande de Gaza et signe en 1999 pour le club du Shabab Jablia où il reste pendant dix ans, et honore sa première sélection palestinienne en 2000 à seulement 20 ans.
À la suite de bonnes prestations, il s'engage en 2009 pour le meilleur club égyptien du moment et l'un des meilleurs clubs africains, Al Ahly du Caire.
Ses débuts dans le club sont difficiles notamment à cause de la concurrence avec Amir Abdelhamid, le gardien titulaire indiscutable depuis des années, mais lorsque ce dernier quitte le club de la capitale pour Al-Masry Club début 2010, une chance s'offre alors à Ramzi Saleh.
Il fait sa première apparition avec Al Ahly contre Ismaily SC lors de la 20e journée de la saison 2008-09 (défaite 1-0) et est élu joueur de première division égyptienne du mois de mars de la même année.

## Palmarès

### En club
Avec Al Ahly SC:
- Championnat d'Égypte de football (2)
  - Champion : 2008-2009, 2009-2010

- Coupe d'Égypte
  - Finaliste : 2009-2010

- Ligue des champions de la CAF (1)
  - Champion : 2008

- Supercoupe d'Afrique (1)
  - Champion : 2009